# Min låtsasfru
Min låtsasfru är en amerikansk romantisk komedi från 2011 regisserad av Dennis Dugan, med Adam Sandler och Jennifer Aniston i huvudrollerna.

## Handling
Den framgångsrike plastik-kirurgen Danny (Adam Sandler) raggar tjejer på krogen med en gammal vigselring. Allt går enligt planerna, han förför kvinnor genom att berätta om sin hemska fru, tills han träffar Palmer (Brooklyn Decker). De träffas på en fest och tillbringar natten tillsammans, när han sedan ber henne ta hans visitkort ur hans byxor hittar hon vigselringen. Danny hamnar i en härva av lögner när han ljuger för Palmer om att han ligger i skilsmässa, Palmer insisterar att få träffa hans ex-fru och nu dras Dannys assistent Katherine (Jennifer Aniston) in i dramat och snart är hela Katherines familj inblandad och Danny måste bevisa för Palmer att han är en bra far till Katherines två barn. Denna udda låtsasfamilj hamnar på Hawaii, tillsammans med Dannys kusin, Eddie (Nick Swardson) som låtsas vara Katherines nya man. Långt ifrån kontoret lär sig denna ljugande skara att hjälpa och stötta varandra, allt för att Danny ska få sin Palmer. 
Nicole Kidman spelar Katherines ärkefiende sedan college.

## Premiär
Filmen hade svensk biopremiär den 23 februari 2011 och släpptes på video den 29 juni 2011.

## Medverkande
- Adam Sandler - Danny Maccabee
- Jennifer Aniston - Katherine, Dannys assistent
- Brooklyn Decker - Palmer, Dannys flickvän
- Nicole Kidman - Devlin Adams
- Nick Swardson - Eddie, Dannys kusin
- Bailee Madison - Maggie, Katherines dotter
- Griffin Gluck - Michael, Katherines son
- Dave Matthews - Ian Maxtone Jones

## Mottagandet
Min låtsasfru mottog mestadels negativa recensioner från kritiker, vilket har gett filmen 33 ut av 100 på Metacritic.